# Míchel Salgado
Míguel Ángel Salgado Fernández (n. 22 octombrie 1975 în As Neves, Galicia), cunoscut ca Míchel Salgado, este un fotbalist spaniol retras si care juca pe postul de fundaș dreapta. El este cunoscut despre deposedările luptătoare și jocul ofensiv pe care-l practică.
Cariera lui a început în anul 1994, jucând pentru echipa orașului său natal, Celta Vigo. În anul 1999 a fost cumpărat de Real Madrid pentru 11.000.000 €. A ajutat Realul să cucerească de două ori Liga Campionilor, de trei ori liga spaniolă, o dată Supercupa Europei și o dată Cupa Intercontinentală.
Salgado a fost de 53 de ori convocat la Naționala de fotbal a Spaniei și a fost selecționat și în echipele care au participat la EURO 2000 și la Campionatul Mondial de Fotbal 2006, dar nu a participat la Campionatul Mondial de Fotbal 2002. Este membru al echipei Galiciei.

## Premii și onoruri

#### Intern
- 4 Primera Division: 2001, 2003, 2007 și 2008
- 2 Supercupa Spaniei: 2001 și 2003

#### Continental
- 2 Liga Campionilor: 2000 și 2002
- 1 Supercupa Europei: 2002
- 1 Cupa Intercontinentală: 2002

#### Internațional
- 1 Campionatul European de Tineret U21: 1998

## Career statistics

### Club
| Performanța club | Performanța club | Performanța club | Ligă    | Ligă   | Cupă         | Cupă         | Cupa Ligii      | Cupa Ligii      | Continental | Continental | Total   | Total  |
| Sezon            | Club             | Campionat        | Meciuri | Goluri | Meciuri      | Goluri       | Meciuri         | Goluri          | Meciuri     | Goluri      | Meciuri | Goluri |
| Spain            | Spain            | Spain            | League  | League | Copa del Rey | Copa del Rey | Copa de la Liga | Copa de la Liga | Europe      | Europe      | Total   | Total  |
| ---------------- | ---------------- | ---------------- | ------- | ------ | ------------ | ------------ | --------------- | --------------- | ----------- | ----------- | ------- | ------ |
| 1994/95          | Celta            | La Liga          | 14      | 0      |              |              |                 |                 |             |             | 14      | 0      |
| 1995/96          | Celta            | La Liga          | 18      | 0      |              |              |                 |                 |             |             | 18      | 0      |
| 1996/97          | Salamanca        | Segunda División | 36      | 1      |              |              |                 |                 |             |             | 36      | 1      |
| 1997/98          | Celta            | La Liga          | 25      | 0      |              |              |                 |                 |             |             | 25      | 0      |
| 1998/99          | Celta            | La Liga          | 35      | 3      |              |              |                 |                 |             |             | 35      | 3      |
| 1999/00          | Celta            | La Liga          | 1       | 0      |              |              |                 |                 |             |             | 1       | 0      |
| 1999/00          | Real Madrid      | La Liga          | 29      | 0      | 0            | 0            | -               | -               | 17          | 0           | 46      | 0      |
| 2000/01          | Real Madrid      | La Liga          | 27      | 1      | 0            | 0            | -               | -               | 11          | 0           | 38      | 1      |
| 2001/02          | Real Madrid      | La Liga          | 35      | 0      | 1            | 0            | -               | -               | 14          | 0           | 50      | 0      |
| 2002/03          | Real Madrid      | La Liga          | 35      | 0      | 0            | 0            | -               | -               | 16          | 1           | 51      | 1      |
| 2003/04          | Real Madrid      | La Liga          | 35      | 1      | 1            | 0            | -               | -               | 10          | 0           | 46      | 1      |
| 2004/05          | Real Madrid      | La Liga          | 28      | 2      | 0            | 0            | -               | -               | 9           | 0           | 37      | 2      |
| 2005/06          | Real Madrid      | La Liga          | 27      | 0      | 1            | 0            | -               | -               | 5           | 0           | 33      | 0      |
| 2006/07          | Real Madrid      | La Liga          | 16      | 0      | 0            | 0            | -               | -               | 1           | 0           | 17      | 0      |
| 2007/08          | Real Madrid      | La Liga          | 8       | 0      | 3            | 0            | -               | -               | 2           | 0           | 13      | 0      |
| 2008/09          | Real Madrid      | La Liga          | 9       | 0      | 0            | 0            | -               | -               | 1           | 0           | 10      | 0      |
| Anglia           | Anglia           | Anglia           | League  | League | FA Cup       | FA Cup       | League Cup      | League Cup      | Europe      | Europe      | Total   | Total  |
| 2009/10          | Blackburn        | Premier League   | 21      | 0      | 1            | 0            | 4               | 1               | -           | -           | 26      | 1      |
| 2010/11          | Blackburn        | Premier League   | 36      | 0      | 2            | 0            | 0               | 0               | 0           | 0           | 38      | 0      |
| 2011/12          | Blackburn        | Premier League   | 9       | 0      | 0            | 0            | 0               | 0               | 0           | 0           | 9       | 0      |
| Country          | Spania           | Spania           | 378     | 8      | 7            | 0            | -               | -               | 86          | 1           | 470     | 9      |
| Country          | Anglia           | Anglia           | 66      | 0      | 3            | 0            | 4               | 1               | -           | -           | 73      | 1      |
| Total            | Total            | Total            | 444     | 8      | 10           | 0            | 4               | 1               | 86          | 1           | 543     | 10     |